# بایگانی

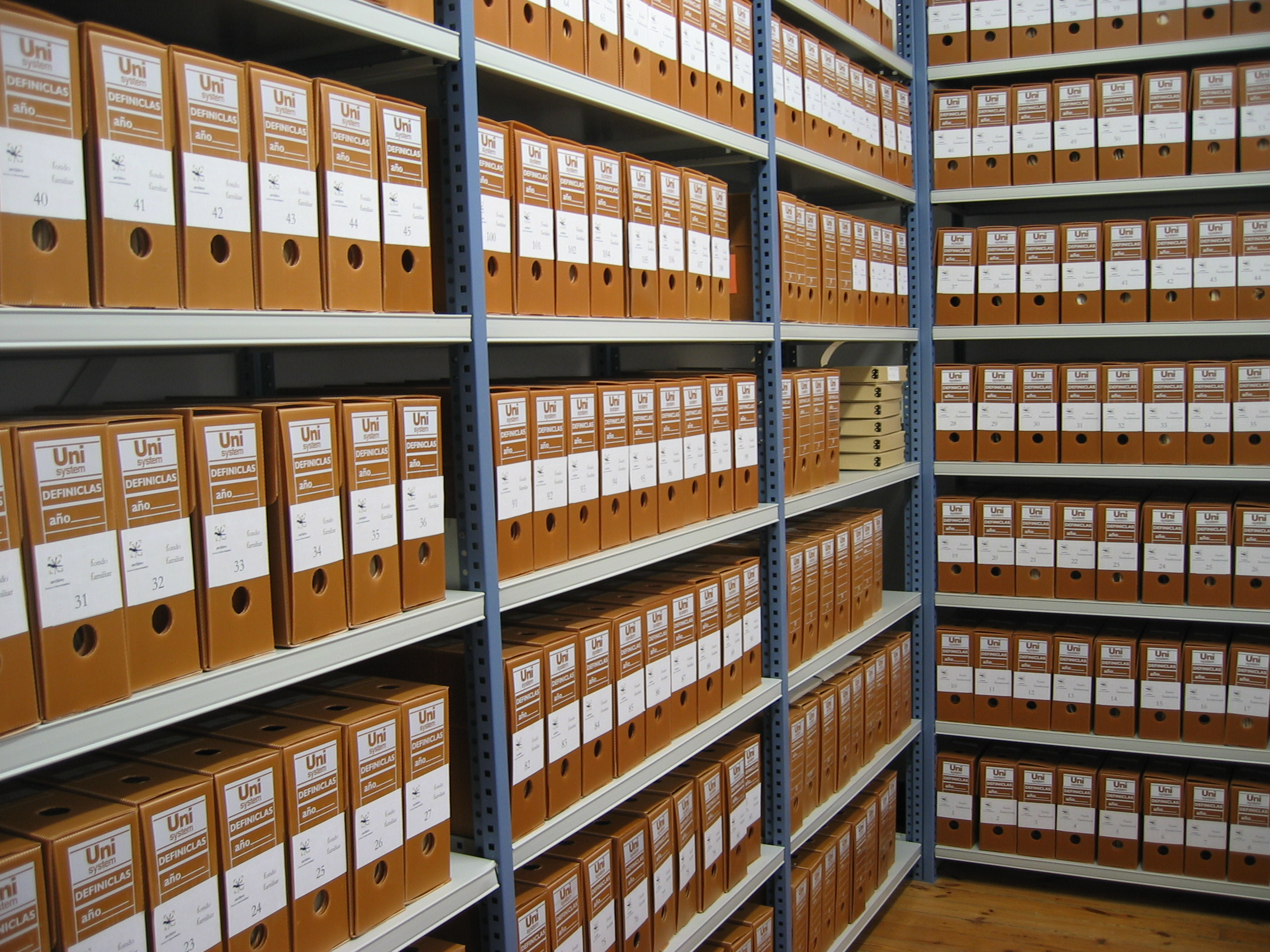
قفسه نگهداری زونکنها

بایگانی یا آرشیو (به فرانسوی: Archives)؛ به کلیه سوابق و اسناد و مدارک عمومی یا تاریخی؛ که توسط دولت یا یک سازمان دولتی یا اداره یا مؤسسه یا تأسیساتی از این قبیل نگهداری می‌شود و نیز اسناد و مدارکی که خانواده یا فرد در ارتباط با کار خود تهیه یا دریافت می‌کند و آن‌ها را تحت نظر خود محافظت یا نگهداری می‌کند، گفته می‌شود. امروزه از کمدهای فلزی برای بایگانی در ادارات و مدارس و دانشگاه‌ها استفاده می‌شود.

## تاریخچه بایگانی
از زمانی که بشر توانست مدارک مربوط به زندگانی و فعالیت‌های اقتصادی و نیز جزئیاتی از زندگی شخصی خود را بر روی مواد و اجسام با دوام ثبت کند؛ و در مکانی گرد آورد، بایگانی به وجود آمد.

## اصول بایگانی
1. اصل منشأ یا خاستگاه(Provenance): این اصل حکم می‌کند که اسناد به شکل اولیه‌شان حفظ شوند تا ترتیب آن‌ها به هم نخورد.[۶]
2. اصل نظم اولیه (Original order): پدید آورنده بر اساس منظور خاصی اسناد را در کنارهم چیده و فرض بر آن است که آن ترتیب، دارای منطق است و نباید آن را از بین برد.[۷]

اصل حفظ نظم اولیه سند برای نخستین بار در دهه ۱۸۸۰ میلادی مطرح شد. براسا این اصل اگر نظم اولیه اسناد را شخص یا سازمانی پدیدآورده که خود از ابتدا نگهدارنده اسناد بوده‌است، باید آن را حفظ کرد.
در غیر اینصورت، مفهوم منابع که درک آن محتاج تخصص و دقت نظر است از بین می‌رود. نظم اولیه مشخص می‌کند که فرد یا سازمان تولیدکننده، چگونه اسناد خود را سندآرائی کرده‌است. بایگانی‌کننده‌ها، نظم اولیه اسناد را به عنوان مدرکی برای چگونگی استفاده از آن‌ها در سازمان تولیدکننده، به پژوهشگران ارائه می‌نمایند.
البته گاهی بایگانی‌کننده، می‌تواند به دلایلی در نظم نخستین اسناد دست ببرد؛ مثلاً هنگامی که نظم درستی بر اسناد حاکم نباشد و اغلب آن‌ها به صورت تصادفی کنار هم قرار گرفته باشند یا نظم اولیه، فاقد قاعده بوده باشد و نظام پرونده‌ای آن برای افراد دیگر قابل درک نباشد یا اینکه عملاً بسیار پیچیده باشد، یا اینکه پیشینه‌ها از نظم چندین ساله خود خارج شده باشند.
اصل حفظ نظم سازمانی، نیازمند آن است که اسناد شخص یا سازمان، با اسناد شخص یا سازمان دیگر تداخل نداشته باشد. در اصل حفظ نظم اولیه، باید نظم آغازینی که تحت آن، سازمان یا شخص، مبادرت به تولید، نگهداری و استفاده از سند کرده‌است، محترم شمرده و به همان ترتیب حفظ شود.
به عنوان نمونه، چناچه یک بایگانی‌کننده، پرونده‌ای دریافت نماید که به شکل شماره‌ای و بر حسب کد پستی تنظیم شده‌است، حفظ نظم اولیه به همان شکل، ضروری است. در حقیقت می‌توان بیان داشت که در مورد بایگانی‌ها، ابزار اصلی نظم بخشی و رویکرد به مدارک، سرمنشاء اداری آن‌هاست.
اسناد، منابع منحصربه‌فردی با ویژگی‌های استنادی و اطلاعاتی هستند. رعاین این دو اصل سبب خواهد شد تا پژوهشگرانی که به اسناد مراجعه می‌کنند، با همان نظم اولیه اسناد را بازیابی نمایند و مورد استفاده قرا دهند و به همان ترکیب اصلی، نسبت به بررسی و تفسیر اطلاعات سند اقدام کنند.
دیانی (۱۳۷۷: ۹) معتقد است که مراکز بایگانی از بایگانی نهادها پدید می‌آیند؛ بنابراین بایگانی، منشأ و خاستگاه اسناد آرشیوی است؛ لیکن عکس این قضیه درست نیست. بدین معنا که به واسطه گزینش، ساماندهی و نگهداری بایگانی‌های راکد، می‌توان مراکز بایگانی را شکل داد. عادلی و امیرخانی (۱۳۸۷: ۱۰۶) عقیده دارند که با استفاده از توصیف آرشیوی، می‌توان به شناسایی و توصیف زمینه و محتوای مواد آرشیوی، به منظور دسترس‌پذیر ساختن آن‌ها پرداخت. توصیف، فرایند برقراری نظارت فکری و مدیریتی بر موجودی بایگانی‌کننده است.

### بایگانی‌کننده
بایگانی‌کننده در جهت مجموعه سازی، سازماندهی، اشاعه و حفاظت منابع اطلاعاتی جامعه پیشرفت کوشش می‌کند. در واقع بایگانی‌کننده پلی می‌سازد بین گذشته و حال و آینده که جامعه را در زمان و مکان سیر می‌دهد. بایگانی‌کننده در نمایه سازی بیشتر بر جنبه تاریخ-اطلاعاتی سند تکیه می‌کند و هر چه سند تاریخی تر باشد، قابلیت استناد و ارزش آن افزایش می‌یابد.
بایگانی‌کننده باید ذهنی کاملاً خلاق داشته باشد و آموزه‌های کتابداری خود را در قالب منابع مختلف دیگر که هیچ شباهتی به کتاب ندارد، پیاده کند چرا که در منابع آرشیوی علی‌رغم منابع کتابخانه‌ای شاید بتوان چندین موضوع برای هر رکورد اختصاص داد. بایگانی‌کننده باید اطلاعات تاریخی زیادی در زمینه خاص بایگانی خود داشته باشد و شاید از جهاتی بتوان گفت همچون کتابدار کتابخانه تخصصی است.
به افرادی که در بایگانی‌ها ـ اعم از بایگانی اسناد تاریخی، تحقیقی، حقوقی و اداری ــ مشغول انجام کار هستند و در این وظیفه از تخصص لازم برخوردارند و وظایف یک بایگانی‌کننده را انجام می‌دهند، بایگانی‌کننده گفته می‌شود.

## وظایف بایگانی‌کننده
یک بایگانی‌کننده دو وظیفه اساسی دارد:
1. باید برای حفظ و حراست از اسناد باارزش تحت‌نظر خود اقدام‌های لازم را انجام دهد و نهایت کوشش را صرف کند تا کیفیت و ویژگی‌های اصلی اسناد حفظ شود.
2. اسناد را برای استفاده محققان تاریخ و سایر پژوهشگران آماده ساخته و ارائه دهد.

طبق نظر بایگانی‌کننده مشهور، سرهیلاری جنکینسون، در کتاب «مدیریت اسناد آرشیوی»، جای وظیفه اول و دوم نباید با هم عوض شود: «طبق قانون و به‌عنوان نگهدارنده اسناد دولتی اولین وظیفه من این است که هرگونه اقدام لازم را جهت حفظ و نگهداری اسناد به عمل آورم. دراین‌صورت آیا من چیزی بیش از یک انباردار واقعی تلقی می‌شوم؟ پاسخ قطعاً منفی است؛ زیرا وظایف قانونی من تنها با حفظ و نگهداری اسناد پایان نمی‌یابد.»
ارائه رهنمود، ایجاد هماهنگی، رعایت نظر و ترتیب اولیه اسناد دولتی، ارزشیابی و انتخاب اسناد با ارزش نیز از اهم وظایف یک آرشیویست محسوب می‌شود؛ بنابراین وظایف بایگانی‌کننده‌ها را چنین می‌توان خلاصه کرد:
1. حراست از اسناد با ارزش تحت مراقبت
2. مشارکت در فرایند افزودن به اسناد موجود
3. آماده‌سازی اسناد جهت استفاده مراجعین و پژوهشگران
4. ارزشیابی اسناد باارزش و تفکیک منظم آن‌ها از میان توده عظیم اسناد و طبقه‌بندی ارزشی اسناد.

تمام وظایف بایگانی‌کننده‌ها از نظر اهمیت با هم برابرند و نمی‌توان هیچ‌کدام را نادیده گرفت. امکان دارد نیازهای کوتاه‌مدت ایجاب کند در هر زمان برای یکی از وظایف اولویت قائل شویم، ولی در یک تحلیل نهایی می‌توان گفت چنانچه نتوان اسناد را جهت استفاده متقاضیان آماده ساخت، ارزشیابی، گزینش و حفظ و نگهداری اسناد هم بی‌معنی و بی‌هدف خواهد بود.

## وظایف بایگانی‌کننده دیداری و شنیداری
بازبینی یا بازشنوایی، آماده‌سازی، رده‌بندی، مهارت‌های کار با ابزار و دستگاه‌های فنی چه به منظور مرمت مواد دیداری و شنیداری یا کار با آن‌ها به منظور استفاده، بررسی و مرمت فیلم‌ها، نوارهای مغناطیسی و دیسک‌های نواری از جمله مهارت‌های بایگانی‌کننده‌های دیداری و شنیداری است.

## تعریف آثار دیداری-شنیداری
در فرهنگ اصطلاحات تخصصی قانون حق پدیدآور و حقوق جانبی آن از سازمان جهانی مالکیت معنوی، اثر دیداری-شنیداری چنین تعریف شده‌است:
اثری است که هم‌زمان برای گوش و چشم گیرایی داشته باشد و شامل رشته‌ای از تصاویر مرتبط و صدای همراه آن است که بر روی ماده مناسب ضبط شده باشد.

## وظایف آرشیوی
1. سیاست گذاری
2. شناسایی و دریافت
3. ارزشیابی
4. ثبت
5. طبقه‌بندی
6. خدمات اطلاع‌رسانی
7. حفاظت و نگهداری
8. مرمت
9. آموزشی
10. تاریخ شفاهی